# Marshall Nirenberg
Marshall Warren Nirenberg (Nova Iorque, 10 de abril de 1927 — Nova Iorque, 15 de janeiro de 2010) foi um bioquímico estadunidense.
Foi agraciado, juntamente com Har Khorana e Robert Holley, com o Nobel de Fisiologia ou Medicina de 1968, por terem decifrado a primeira sequência de nucleotídeos de DNA, que sintetizam a fenilalanina.
Foi casado com a brasileira Perola Zaltzman, bioquímica da UFRJ, que morreu em 2001.

## Pesquisa
Em 1958, experimentos e análises como o experimento Avery-MacLeod-McCarty, o experimento Hershey-Chase, a estrutura Watson-Crick e o experimento Meselson-Stahl mostraram que o DNA é a molécula da informação genética. Não se sabia, porém, como o DNA direcionava a expressão de proteínas, ou qual o papel do RNA nesses processos. Nirenberg se uniu a Heinrich Matthaei no National Institutes of Health para responder a essas perguntas. Eles produziram RNA composto apenas de uracila, um nucleotídeo que só ocorre no RNA. Eles então adicionaram este RNA sintético de poliuracila a um extrato livre de células de Escherichia coli que continha DNA, RNA, ribossomos e outras máquinas celulares para a síntese de proteínas. Eles adicionaram DNase, que separa o DNA, de modo que nenhuma proteína adicional seria produzida além da de seu RNA sintético. Eles então adicionaram 1 aminoácido marcado radioativamente, os blocos de construção das proteínas, e 19 aminoácidos não marcados ao extrato, variando o aminoácido marcado em cada amostra. Apenas no extrato contendo a fenilalanina marcada radioativamente, a proteína resultante também era radioativa. Isso implicava que o código genético para fenilalanina no RNA consistia em uma repetição de bases de uracila. Na verdade, como sabemos agora, é UUU (três bases de uracila em uma fileira). Este foi o primeiro passo para decifrar os códons do código genético e a primeira demonstração do RNA mensageiro (veja o experimento de Nirenberg e Matthaei).
Em agosto de 1961, no Congresso Internacional de Bioquímica em Moscou, Nirenberg apresentou um artigo a um pequeno grupo de cientistas. Francis Crick convenceu os líderes da conferência a convidar Nirenberg para repetir sua atuação no dia seguinte. Falando antes do congresso reunido de mais de mil pessoas, Nirenberg eletrificou a comunidade científica. Ele rapidamente recebeu grande atenção científica para esses experimentos. Em poucos anos, sua equipe de pesquisa realizou experimentos semelhantes e descobriu que as repetições de três bases de adenosina (AAA) produziam o aminoácido lisina e as repetições de citosina (CCC) produziam prolina. A próxima descoberta veio quando Philip Leder, um pesquisador de pós-doutorado no laboratório de Nirenberg, desenvolveu um método para determinar o código genético em pedaços de tRNA (veja o experimento de Nirenberg e Leder). Isso acelerou muito a atribuição de códons de três bases aos aminoácidos, de modo que 50 códons foram identificados dessa maneira. Os experimentos de Khorana confirmaram esses resultados e completaram a tradução do código genético.
O período entre 1961 e 1962 é frequentemente referido como a "corrida da codificação" por causa da competição entre os laboratórios de Nirenberg no NIH e o ganhador do Nobel Severo Ochoa na Escola de Medicina da Universidade de Nova York, que tinha uma equipe enorme. Diante da possibilidade de ajudar o primeiro cientista do NIH a ganhar um prêmio Nobel, muitos cientistas do NIH colocaram de lado seu próprio trabalho para ajudar Nirenberg a decifrar os códons do mRNA para aminoácidos. O Dr. DeWitt Stetten Jr., diretor do Instituto Nacional de Artrite e Doenças Metabólicas, chamou esse período de colaboração de "o melhor momento do NIH".
A pesquisa posterior de Nirenberg se concentrou em neurociência, desenvolvimento neural e os genes homeobox.

## Publicações (selecionadas)
- M. W. Nirenberg, J. H. Matthaei: The dependence of cell-free protein synthesis in E. coli upon naturally occurring or synthetic polyribonucleotides. In: Proceedings of the National Academy of Sciences. Volume 47, 1961, S. 1588–1602. PMID 14479932, PMC 223178
- J. H. Matthaei, M. W. Nirenberg: Characteristics and stabilization of DNAase-sensitive protein synthesis in E. coli extracts. In: Proceedings of the National Academy of Sciences. Volume 47, 1961, S. 1580–1588. PMID 14471391, PMC 223177
- P. Leder, B. F. Clark, W. S. Sly, S. Pestka, M. W. Nirenberg: Cell-free peptide synthesis dependent upon synthetic oligodeoxynucleotides, Proc. Nat. Acad. Sci. EUA, Volume 50, 1963, S. 1135–1143.
- P. Leder, M. W. Nirenberg: RNA codewords and Protein Synthesis: Teh effect of trinucleotides upon the binding fo sRNA to ribosomes, Science, Volume 145, 1964, S. 1399–1407.
- P. Leder, M. W. Nirenberg: RNA Codewords and Protein Synthesis, II: Nucleotide sequence of a valine RNA codeword, Proc. Nat. Acad. Sci. EUA, Volume 52, 1964, S. 420–427
- P. Leder, M.W. Nirenberg: RNA Codewords and Protein Synthesis, III. On the Nucleotide Sequence of a Cysteine and a Leucine RNA Codeword, Proc. Nat. Acad. Sci. EUA, Volume 52, 1964, S. 1521–1529
- M. Nirenberg, P. Leder,M. Bernfield, R. Brimacombe, J. Trupin, F. Rottman, C. O'Neal: RNA Codewords and Protein Synthesis, VI. On the nucleotide sequences of degenerate codeword sets for isoleucine, tyrosine, asparagine and lysine, Proc. Nat. Acad. Sci. EUA, Volume 53, 1965, S. 807–811
- M. Nirenberg, P. Leder,M. Bernfield, R. Brimacombe, J. Trupin, F. Rottman, C. O'Neal: RNA Codewords and Protein Synthesis, VII. On the general nature of the RNA code, Proc. Nat. Acad. Sci. EUA, Volume 53, 1965, S. 1161–1168
- R. Brimacombe, J. Trupin, M. Nirenberg, P. Leder, M. Bernfield, T. Jaouni: RNA Codewords and Protein Synthesis, VIII: Nucleotide sequences of synonym codons for arginine, valine, cysteine, and alanine,, Proc. Nat. Acad. Sci. EUA, Volume 54, 1965, S. 954–960
- Nirenberg: Protein synthesis and the RNA code, Harvey Lectures, 59, 1965, S.  155–185
- M. Nirenberg, T. Caskey, R. Marshall, R. Brimacombe, D. Kellogg, B. Doctor, D. Hatfield, J. Levin, F. Rottman, S. Pestka, M. Wilcox, F. Anderson: The RNA code and protein synthesis, Cold Spring Harbor Symposia On Quantitative Biology, Volume 31, 1966, S. 11–24.